# جون ارتشر
جون ارتشر (بالإنجليزية: John Archer)‏ (9 أبريل 1936 في المملكة المتحدة - 1987) هو لاعب كرة قدم بريطاني في مركز حراسة المرمى. لعب مع غريمسبي تاون.